# Антисоциальное наказание
Антисоциальное наказание (англ. Antisocial punishment) — социально-психологическое явление. Заключается в порицании или наказании обществом индивидов, проявляющих излишнюю, по мнению социума, общественно-полезную активность. Распространено в странах с недостаточно развитыми социальными связями, общественно-политическими институтами и традициями общественно-полезной деятельности. Детально исследовано в начале XXI века британским социологом и экономистом Бенедиктом Херманном.

## Краткое содержание
Херманн с соавторами изучали особенности социального поведения в разных странах мира. При этом был использован метод дистанционного опроса добровольцев (т. н. краудсорсинг). Результаты опроса впервые показали существенную разницу в стереотипах поведения жителей стран с демократическим строем и развитыми общественными институтами и стран с авторитарным строем, где такие институты неразвиты.
В работе, опубликованной в журнале Science в 2008 году, Херманн и соавторы изложили суть явления следующим образом:

Мы обнаружили широкое распространение антисоциального наказания, то есть наказания людей, действующих в интересах общества. Наши доказательства получены в ходе эксперимента, включавшего 16 одинаковых групп по всему миру. Были обнаружены огромные расхождения в зависимости от типа общественного устройства. Некоторые экспериментальные группы (т. н. пулы, — прим. перев.) наказывали как тех, кто был слишком социально-активен (high contributors), так и тех, кто был недостаточно активен (low contributors), другие же — только недостаточно активных. В некоторых пулах антисоциальное наказание перевешивало наказание за недостаточную активность.

Мы также показали, что антисоциальное наказание характерно для стран со слабым уровнем социальной кооперации и власти закона. Наши результаты показывают, что наказание приносит пользу обществу лишь в тех случаях, когда оно дополнено сильными нормами социальной кооперации.
Оригинальный текст (англ.)
We document the widespread existence of antisocial punishment, that is, the sanctioning of people who behave prosocially. Our evidence comes from public goods experiments that we conducted in 16 comparable participant pools around the world. However, there is a huge cross-societal variation. Some participant pools punished the high contributors as much as they punished the low contributors, whereas in others people only punished low contributors. In some participant pools, antisocial punishment was strong enough to remove the cooperation-enhancing effect of punishment. We also show that weak norms of civic cooperation and the weakness of the rule of law in a country are significant predictors of antisocial punishment. Our results show that punishment opportunities are socially beneficial only if complemented by strong social norms of cooperation.

— Herrmann, at all. 2008

## Цель и методика исследования

### Цель
Целью исследования было изучение отношения к членам сообщества в зависимости от того, насколько тот или иной индивид активен в общественно-полезной деятельности: «активист» или «халявщик» (free rider). Такие исследования проводятся не впервые. Методика обычно заключается в игре подопытной группы по специальным правилам, позволяющим участникам поощрять или наказывать изучаемые типы поведения. До сих пор подопытные, как правило, набрались из студентов западных вузов, что приводило к искажению результатов, поскольку среди студентов преобладали выходцы из развитых стран, с ментальностью, определяемой набором параметров: западные, образованные, индустриальные, богатые, демократические. Люди такого типа получили сокращенное название WEIRD (англ. Western, Educated, Industrialised, Rich, Democratic). Такой подбор подопытных мог вносить погрешность в результаты эксперимента, поэтому Херманн с коллегами решили провести эксперимент с участием жителей разных стран и культур.

### Методика
Для решения поставленной задачи исследователи использовали участников программы «Механический турок» (Mechanical Turk), компании Amazon, насчитывающую более 500 000 человек во всем мире, известных, как «туркеры» (turkers). По национальному составу около 40 % туркеров — жители США, 30 % — из Индии, а оставшиеся — из более чем 100 стран. Это разнообразие дало возможность составить группы участников так, чтобы отразить менталитет различных сообществ, различающихся по благосостоянию, уровню образования, отношению к религии и так далее.